# سلام (فیلم ۱۹۹۹)
«سلام» (انگلیسی: Hello) یک فیلم است که در سال ۱۹۹۹ منتشر شد.